# Chelipoda modica
Chelipoda modica är en tvåvingeart som beskrevs av Collin 1928. Chelipoda modica ingår i släktet Chelipoda och familjen dansflugor. Inga underarter finns listade i Catalogue of Life.